# Natalya Smirnitskaya
Pour les articles homonymes, voir Smirnitskaïa.
Natalya Vassilievna Smirnitskaya (née Diatlova, en russe : Наталья Васильевна Смирницкая-Дятлова ; née le 8 septembre 1927 - morte en 2004) est une athlète soviétique, spécialiste du lancer du javelot.

## Biographie

### Palmarès
| Date | Compétition           | Lieu      | Résultat | Performance |
| ---- | --------------------- | --------- | -------- | ----------- |
| 1950 | Championnats d'Europe | Bruxelles | 1re      | 47,55 m     |

### Records
| Épreuve           | Performance | Lieu   | Date        |
| ----------------- | ----------- | ------ | ----------- |
| Lancer du javelot | 53,41 m     | Moscou | 5 août 1949 |